# Пер-Оге Скредер
Пер-Оге Скредер, Скрьодер (норв. Per-Åge Skrøder; 4 серпня 1978, м. Сарпсборг, Норвегія) — норвезький хокеїст, лівий нападник.
Вихованець хокейної школи «Спарта» (Сарпсборг). Виступав за «Спарта» (Сарпсборг), «Фрелунда» (Гетеборг), ХК «Лінчепінг», ГВ-71 (Єнчопінг), ХК «Седертельє», МОДО (Ерншельдсвік). 
В чемпіонатах Норвегії — 122 матчів (51+50). В чемпіонатах Швеції — 856 матчів (260+253), у плей-оф — 113 матчів (36+33).
У складі національної збірної Норвегії учасник зимових Олімпійських ігор 2010 та 2014 (5 матчів, 2+0), учасник чемпіонатів світу 1999, 2000, 2002 (дивізіон I), 2003 (дивізіон I), 2004 (дивізіон I), 2006, 2008, 2009, 2011, 2012, 2013 та 2014 (60 матчів, 19+19). У складі юніорської збірної Норвегії учасник чемпіонату Європи 1995. 
Досягнення
- Чемпіон Швеції (2004, 2007).